# Teupasenti
Teupasenti – gmina (municipio) w południowym Hondurasie, w departamencie El Paraíso. W 2010 roku zamieszkana była przez ok. 40,3 tys. mieszkańców. Siedzibą administracyjną jest miasteczko Teupasenti.

## Położenie
Gmina położona jest w północnej części departamentu. Graniczy z 7 gminami:
- Guaimaca, Juticalpa i Campamento od północy,
- Danlí od wschodu,
- Jacaleapa i Morocelí od południa,
- San Juan de Flores od zachodu.

## Miejscowości
Według Narodowego Instytutu Statystycznego Hondurasu na terenie gminy położone były następujące miasteczka i wsie:

- Teupasenti
- Agua Fría
- Bañaderos
- El Cantón
- El Corralito
- El Chelón
- El Chilito
- El Encino
- El Jute
- El Ocotal
- El Riíto 1
- El Riíto 2
- El Riíto del Esquillal
- El Rodeo
- El Suyatal
- Escobas Amarillas
- La Aguja
- La Cebadilla
- La Comunidad
- La Granja
- La Laguna 1
- La Laguna 2
- La Zacatera
- Las Cortinas
- Las Delicias
- Las Flores
- Las Uvas
- Los Plancitos
- Paso Hondo
- Pedríos
- Peña Blanca
- Potrerillos
- Quebrada del Zapotillo
- Saladino
- San Isidro
- San José del Potrero
- Santa Cruz
- Santa Rosa 1
- Santa Rosa 2